# Villa Flotow

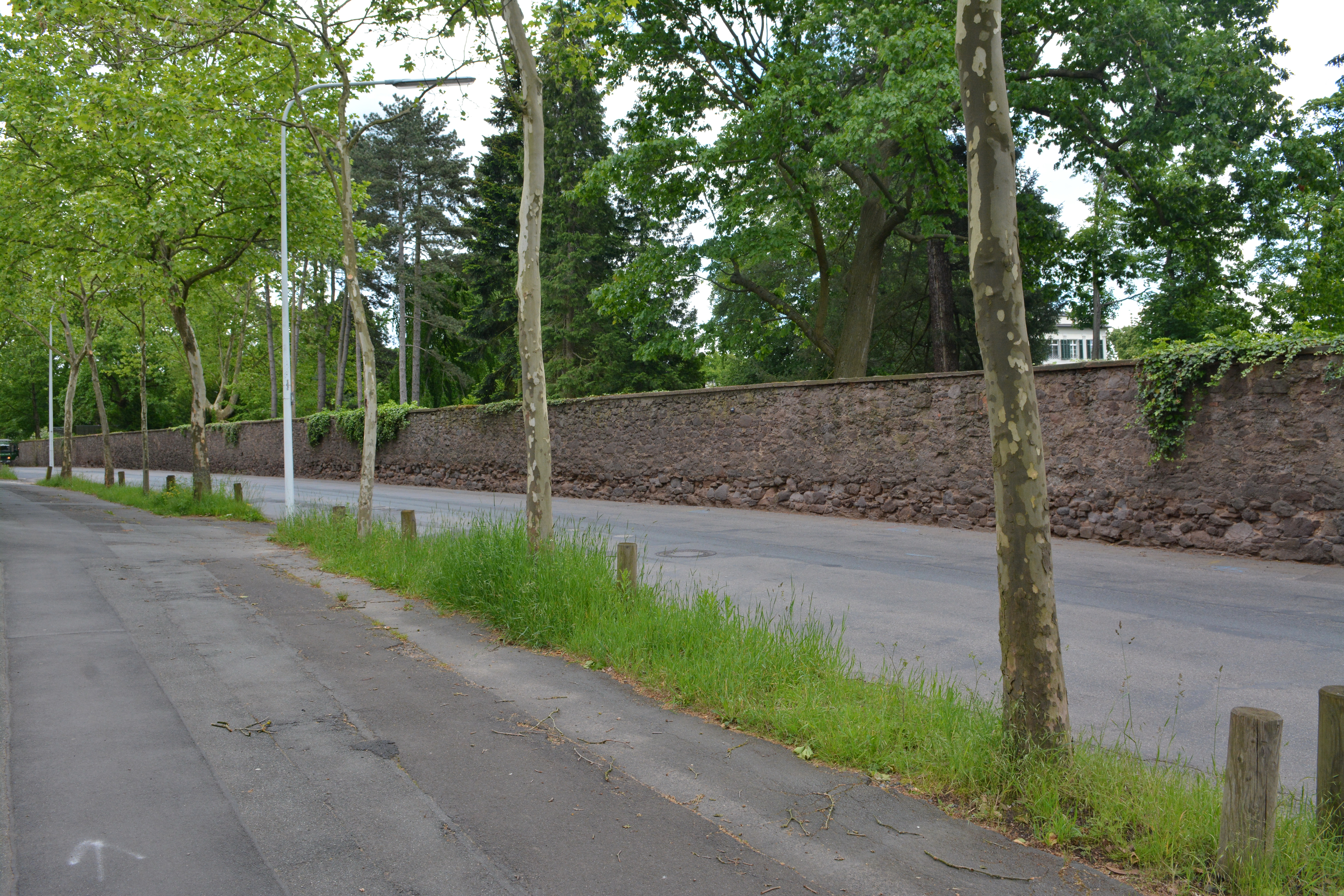
Begrenzungsmauer des Flotow-Parks, abgetragen am 21. Mai 2014

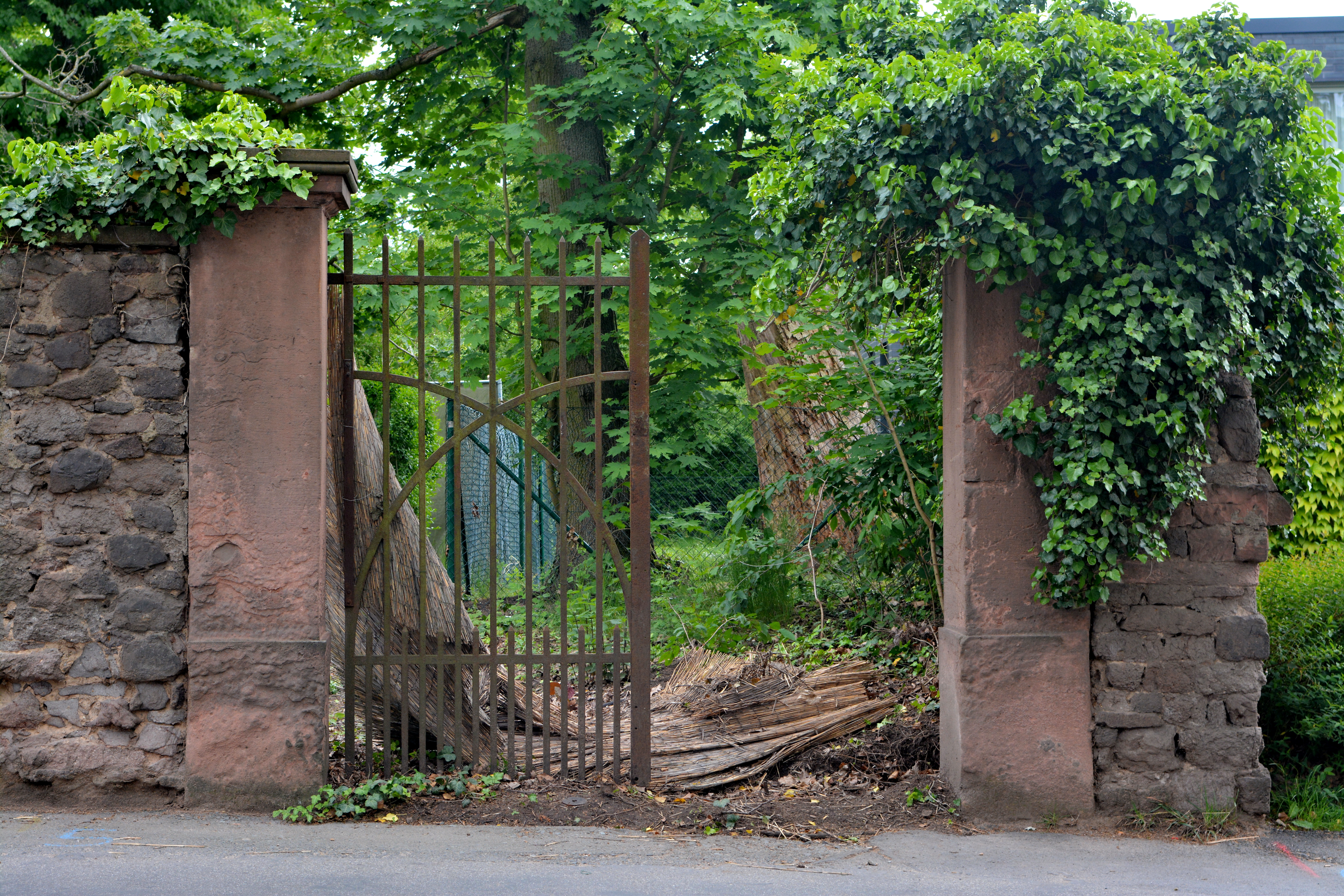
Tor in der Mauer des Flotow-Parks

Die Villa Flotow ist ein denkmalgeschütztes Gebäude in Darmstadt. Sie befindet sich an der Dieburger Straße 235 in einem landschaftsparkähnlichen Grundstück.
Im Jahr 1840 ließ sich Freiherr von Hofmann das klassizistische Herrenhaus, vermutlich nach den Plänen von Georg Moller, in einem englischen Landschaftsgarten errichten. Der Name ist auf den Komponisten Friedrich von Flotow (1812–1883) zurückzuführen, der das Gebäude später erwarb und zeitweise bewohnte. Die ursprünglich freistehende Villa wurde bei einem späteren Umbau auf der Ostseite mit einem Wirtschaftsflügel verbunden. Außerdem wurde auf der Westseite nachträglich eine Terrasse angebaut.
Die Villa Flotow wird zu den schönsten Beispielen klassizistischer Architektur in Darmstadt gezählt. Die Fassade ist gekennzeichnet durch langgestreckte Fenster mit Rundbogen im Erdgeschoss, reich verzierte Gesimse und ionische Pilaster.
Zum Grundstück der Villa Flotow, auf dem Heiligkreuzberg am nördlichen Rand des Oberfeldes gelegen, gehört ein englischer Landschaftspark (der Flotow-Park), mit einem Brunnen, einem Bildstock und einer Reithalle. Die Reithalle entstand 1939 nach Plänen von Wilhelm Koban. Es ist eine runde, einem Zirkuszelt ähnelnde Holzkonstruktion mit etwa zehn Meter Durchmesser.
Im Norden wurde das Grundstück entlang der Dieburger Straße von einer Bruchsteinmauer begrenzt, die den Straßenverlauf in diesem Abschnitt einengte. Obwohl die historische Einfriedung ebenfalls unter Denkmalschutz stand, wurde sie im Mai 2014 abgetragen. Sie soll um einige Meter in den Park zurückverlegt wieder aufgebaut werden.